# Actinodaphne lanceolata
Actinodaphne lanceolata là loài thực vật có hoa trong họ Nguyệt quế. Loài này được Dalzell & Gibson miêu tả khoa học đầu tiên năm 1861.